# Statua di Zeus a Olimpia
La statua di Zeus Olimpio a Olimpia era una scultura crisoelefantina alta circa dodici metri, realizzata dallo scultore ateniese Fidia nel 432 a.C. e collocata nella navata centrale del Tempio di Zeus a Olimpia. Oggi scomparsa, nell'antichità venne considerata una delle sette meraviglie del mondo.

## Storia

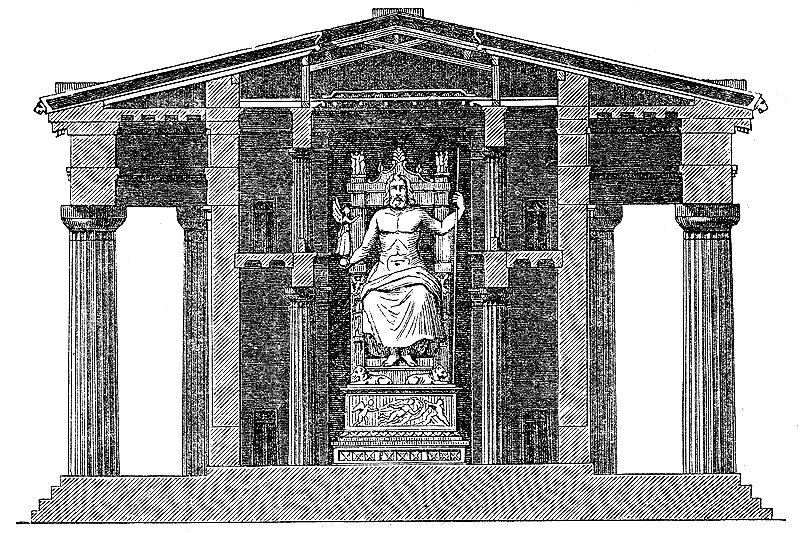
Ricostruzione della sistemazione della statua nel tempio

A completamento del grande tempio, la cui costruzione terminò verso il 456 a.C., fu chiamato ad Olimpia intorno al 436 a.C. lo scultore Fidia. Tra il completamento del tempio e la commissione della statua trascorsero vent'anni; i sacerdoti di Olimpia scelsero di affidare il lavoro a Fidia solo dopo l'inaugurazione ad Atene della sua Atena Parthénos statua di culto all'interno del Partenone ad essa dedicato nel 438 a.C. A disposizione dello scultore fu messo un edificio, a ovest del tempio, in cui sono rimaste tracce e reperti dei materiali impiegati: avorio, ceramica, pasta vitrea e ossidiana, punteruoli, palette, martelli, lamine di piombo e altro. Fidia operò probabilmente con numerosi aiuti e completò l'opera intorno al 433 a.C., visto che l'anno seguente tornò ad Atene.
La statua rimase nel santuario per oltre ottocento anni, suscitando sempre stupore e meraviglia nei fedeli. L'imperatore romano Caligola (37-41), secondo Svetonio, cercò inutilmente di impossessarsi della statua con ogni mezzo per portarla a Roma.
Secondo la tradizione che risale a Cedreno, storico bizantino dell'XI secolo, all'inizio del V secolo, quando il santuario era ormai in abbandono, la statua entrò a far parte della collezione di opere d'arte pagane di Lauso, che la pose nel proprio palazzo a Costantinopoli, il quale andò distrutto assieme alla collezione nell'incendio del 475. Il santuario è rimasto distrutto, probabilmente a seguito dell'incendio dello stesso provocato in base a un editto di Teodosio II.
Fino al 1955-56 gli unici documenti materiali o iconografici relativi alla statua di Zeus consistevano in monete romane e gemme incise, ma in quegli anni furono scoperte, nei pressi del luogo che era stato identificato come la bottega di Fidia, le matrici di terracotta che erano state usate per la lavorazione del manto, sulle quali cioè le lamine d'oro erano state martellate pezzo per pezzo. Grazie alle matrici (le più ampie venivano rinforzate con listelli di ferro) si vide anche come le lamine d'oro venissero decorate con frammenti di vetro.

## Descrizione

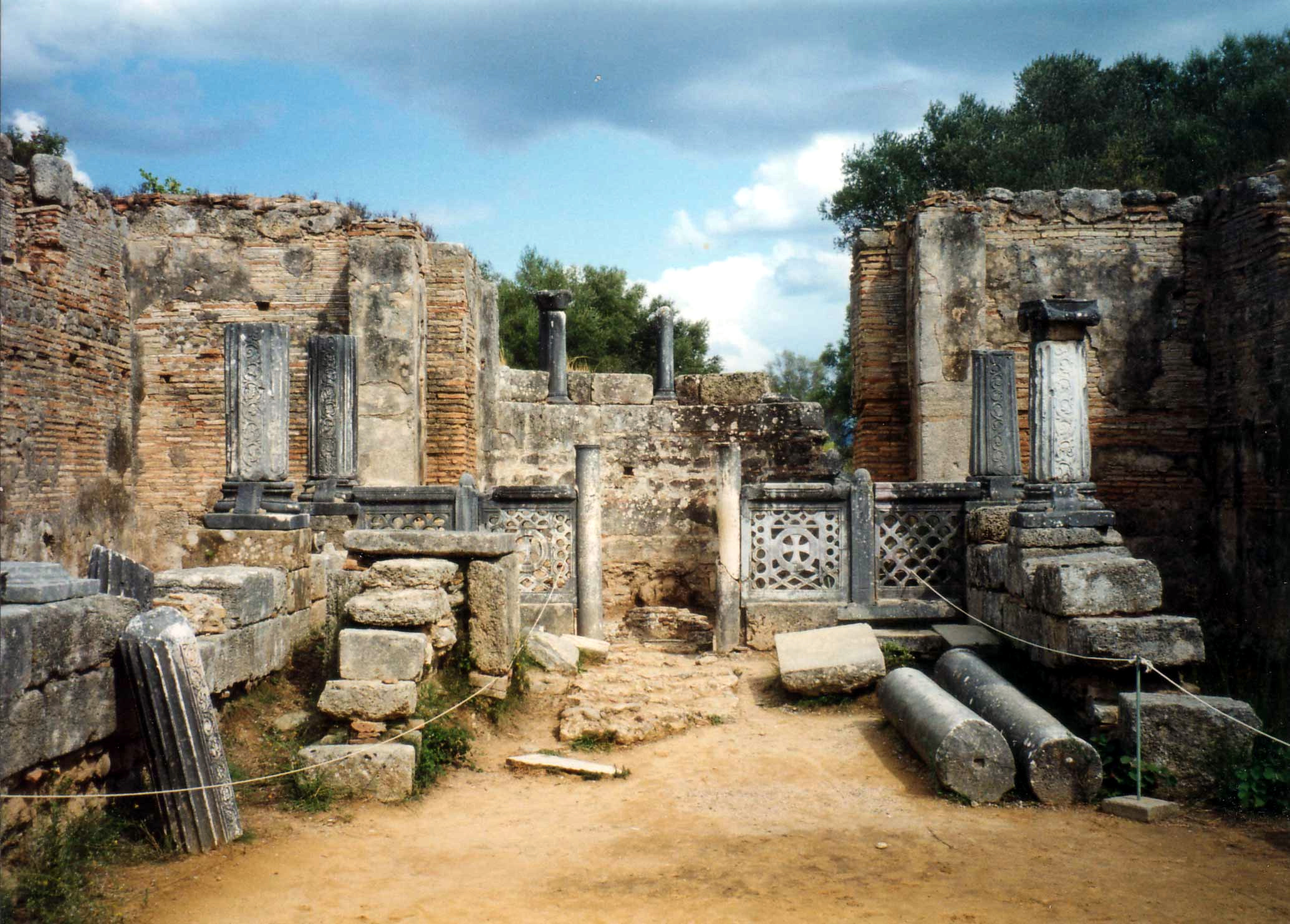
L'atelier di Fidia a Olimpia

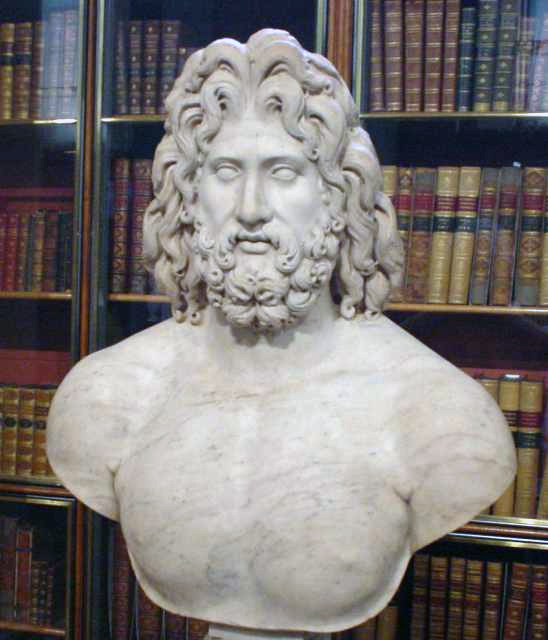
Un busto greco costruito in epoca romana di "Zeus Olimpio" di marmo.

Della statua, nonostante l'enorme fortuna che ebbe nel mondo antico, non rimangono copie. Al contrario, l'opera risulta ampiamente e dettagliatamente descritta dagli scrittori del mondo greco e latino, che crearono attorno ad essa una ricca aneddotica. Anche le dimensioni della statua sono state ricostruite sulla base delle numerose descrizioni provenienti dagli autori classici. Lo storico e geografo Strabone, ad esempio, riporta un episodio (Geografia, libro VIII 3, 30) secondo cui lo stesso Fidia avrebbe detto a Paneno (suo collaboratore nella realizzazione del simulacro, insieme a Kolotes) di aver tratto ispirazione per la scultura del suo Zeus da alcuni versi dell'Iliade: "Disse, e con le nere sopracciglia il Cronide accennò; le chiome ambrosie del sire si scompigliarono sul capo immortale: scosse tutto l'Olimpo".
La statua crisoelefantina doveva superare i 12 metri di altezza e il basamento occupava un'area di più di sei metri per dieci.
L'impressione di monumentalità doveva essere accentuata dalla non troppo felice proporzione delle dimensioni tra essa e la struttura in cui era collocata: pur essendo il tempio di dimensioni considerevoli, la testa di Zeus, rappresentato seduto in trono, ne sfiorava il soffitto, tanto che Strabone ebbe a scrivere che, se il dio si fosse alzato in piedi, avrebbe scoperchiato il tempio.
Un'esauriente descrizione ci viene dalle pagine di Pausania: Zeus reggeva nella mano destra una Nike (vittoria) d'oro e avorio, mentre nella sinistra teneva uno scettro su cui poggiava l'aquila d'oro, simbolo della divinità. Il dio indossava sandali e il mantello di lamina d'oro era decorato con fiori di giglio in pietra dura e pasta vitrea. Il trono, crisoelefantino anch'esso e decorato con ebano e pietre preziose, recava in rilievo numerose rappresentazioni di ispirazione storica e mitologica, idealmente collegate alle decorazioni già presenti nel tempio: tra di esse c'era sicuramente l'uccisione dei Niobidi, forse sviluppata in più pannelli. In ciascuno dei braccioli era invece incastonata la scultura della lotta tra una sfinge (o un'arpia) e un fanciullo.

Considerata una delle "Sette meraviglie" ne resta la seguente descrizione di Pausania:
(Pausania, Guida della Grecia (Libro V: L'Elide e Olimpia), V, 11, 1-2. Traduzione di Gianfranco Maddoli, Milano, Mondadori, 1995, p. 161.)